# Pic de l'Estanyó
Pic de l'Estanyó é uma montanha na fronteira entre as paróquias de Ordino e Canillo, em  Andorra, nos Pirenéus, com altitude de 2915 m, o que a torna uma das mais alta do país e a mais alta fora da paróquia de La Massana.